# Grotte di Maijishan
Le grotte di Maijishan (cinese: 麥積山石窟, caratteri semplificati: 麦积山石窟, pinyin: Màijīshān Shíkū) sono un gruppo di 194 grotte a carattere buddista scavate sul fianco del monte omonimo a Tianshui nella provincia del Gansu, nel nordovest della Cina. Sono un esempio di architettura nella roccia, e comprendono oltre 7.200 sculture buddiste e 1.000 m² di affreschi. L'inizio della costruzione risale alla dinastia dei Qin Posteriori (384-417 CE) del periodo dei Sedici regni.
Furono esplorate adeguatamente per la prima volta nel 1952-53 da una squadra di archeologi cinesi di Pechino, che idearono il sistema di numerazione che viene usato ancora oggi. Le grotte #1–50 sono sul lato ovest della parete, mentre le grotte #51–191 sono sul lato est. In seguito furono fotografate da Michael Sullivan e Dominique Darbois, che in seguito pubblicarono su di esse un libro scritto prevalentemente in inglese.
Il nome Maijishan consiste di tre parole cinesi (麦积山) che tradotte letteralmente significano "La montagna del grano ammassato", ma siccome il termine "mai" (麦) è il termine generico usato per la maggior parte dei cereali, un'altra traduzione possibile sarebbe "montagna pagliaio". Mai significa "grano", Ji (积) significa "cumulo", Shan (山) significa "montagna".
Sono solo un esempio delle molte grotte buddiste che si possono trovare in questa zona della Cina, situate tutte in luoghi limitrofi alle vie che connettono la Cina all'Asia centrale.
Le grotte di Maijishan sono poste lungo la via della seta, e sono posteriori alle più occidentali grotte del tempio Bingling, a loro volta influenzate dalle precedenti strutture quali i Buddha di Bamiyan, mentre sono a Occidente delle successive grotte di Yungang e grotte di Longmen.

## Storia

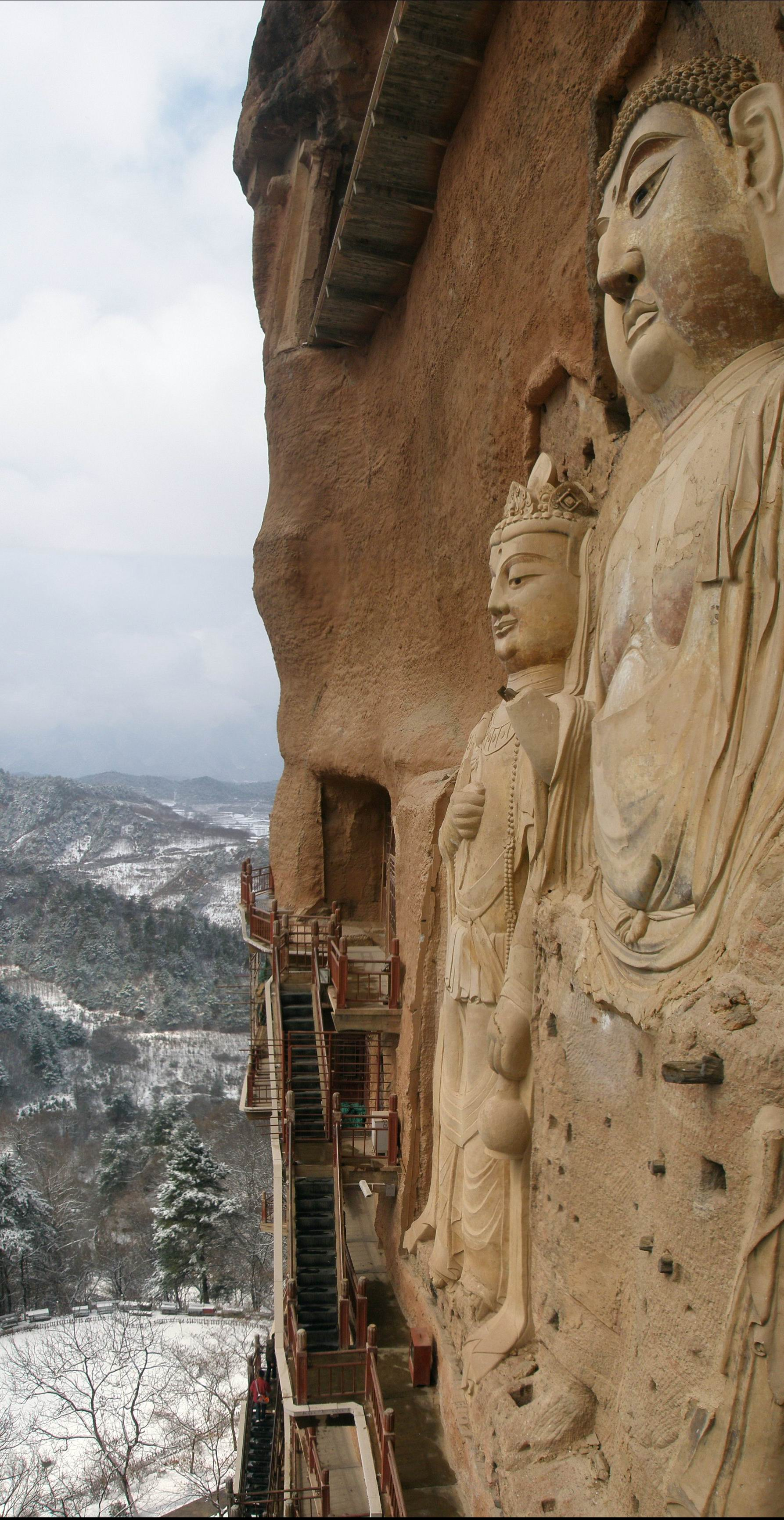
Sculture gigantesche di Buddha e Bodhisattva sulla parete del Maijishan

Situata su un crocevia che connette la Cina all'India, molte delle sculture del sesto secolo circa hanno caratteristiche indiane e del sud-est asiatico. Tuttavia, le prime influenze artistiche arrivarono dal nord-est, attraverso l'Asia centrale, sulla via della seta.
Più tardi, durante le dinastie Song e Ming, quando le grotte furono restaurate e rinnovate, le influenze arrivarono dalla Cina centrale e dell'est, con delle sculture dallo stile distintamente cinese.
I templi nelle grotte avevano probabilmente due scopi: in origine, prima dell'arrivo del buddismo in Cina, erano probabilmente usato come templi locali, usati per venerare gli antenati o delle divinità naturali locali. Con l'arrivo del buddismo in Cina, tuttavia, influenzate dalla lunga tradizione indiana di templi nelle grotte, divennero parte dell'architettura religiosa cinese.
Il buddismo in questa parte della Cina si diffuse grazie al supporto della dinastia dei Liang del Nord. Fu durante il loro regno che templi nelle grotte apparvero nel Gansu. Maijishan fu probabilmente fondata durante questa ondata di entusiasmo religioso.
Il più antico riferimento a una comunità buddista sul Maijishan si trova nel Gāosēng zhuàn (高僧傳, Biografie di monaci eminenti, T.D. 2059), composto nel 519, ove si descrive l'arrivo di un centinaio di monaci al seguito del monaco Tanhung tra il 420 e il 422, seguiti dall'arrivo di Xuangao che portò a 300 i membri della comunità. Verso il 440 però, le persecuzioni antibuddiste e il periodo di guerre continue portò all'abbandono dell'area.
La più antica iscrizione datata presente nelle grotte si trova nella grotta 115 e reca la data del 502. Ma la struttura subì continui rimaneggiamenti e ampliamenti nel corso di tutta la storia dinastica cinese.
Nel 759 fu meta di una visita del poeta Dù Fǔ.
La zona del Maijishan fu occupata dall'impero tibetano in seguito alla ribellione di An Lushan durante la dinastia Tang, riuscì così a salvarsi dalla grande distruzione dei templi avvenuta in Cina durante la persecuzione antibuddista dell'845.
Nel 1952-53 il Maijishan fu oggetto di rilievi da parte di una missione archeologica cinese, e, successivamente, di una campagna di foto promossa da Michael Sullivan, storico dell'arte cinese.
Nel 1961 è stato inserito nella lista dei 全国重点文物保护单位 (pinyin: Quánguó zhòngdiǎn wénwù bǎohù dānwèi): Siti culturali di importanza nazionale sotto protezione dello stato.
Nel 2010 è stata rigettata la candidatura delle grotte di Maijishan quale sito patrimonio dell'umanità.

## Architettura

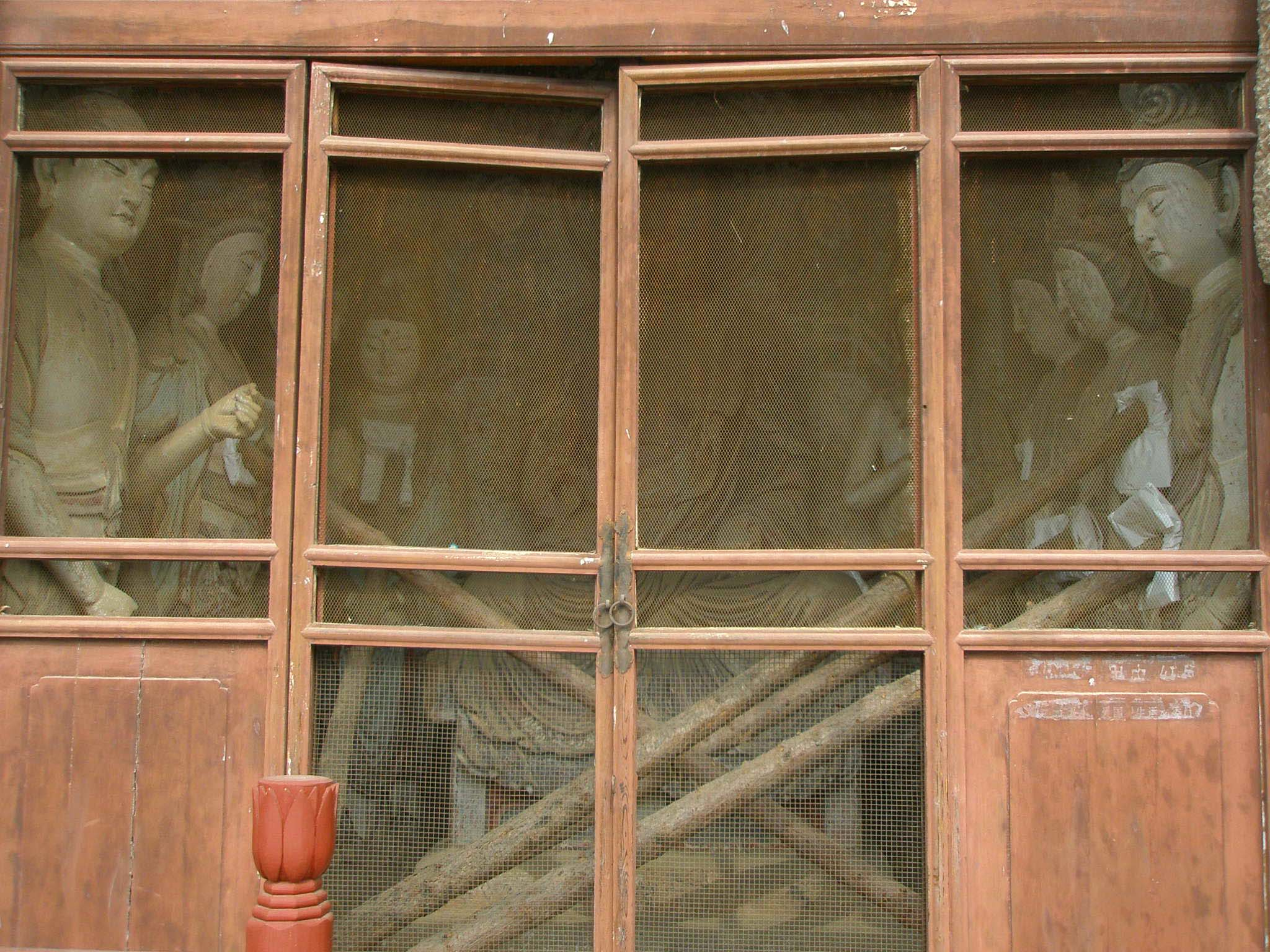
Sculture in una delle grotte sostenute da tronchi

Queste grotte Wei sono piuttosto semplici. La maggior parte seguono il modello di un Buddha seduto fiancheggiato da bodhisattva e altri attendenti, a volte da monaci o da seguaci. L'immagine buddista più frequentemente rappresentata è quella del Buddha Amitābha, affiancato da Avalokiteśvara e Mahāsthāmaprāpta, chiaro segnale che la tradizione del buddismo amidista fosse qui prevalente.
I bodhisattva che lo accompagnano sono di solito Avalokiteśvara alla destra del Buddha e Mahāsthāmaprāpta alla sua sinistra.
I monaci sono perlopiù i due più famosi associati con la figura storica di Buddha: il più giovane Ānanda, e il più vecchio Kasyapa. A volte sono invece solo monaci generici. Possiamo A che trovare immagini di monache, fedeli e donatori.
Vicino alle porte, a guardia del Buddha e il suo seguito, sono spesso rappresentate coppie di dvarapala o i quattro lokapāla.
Sono anche presenti statue del Buddha storico, Gautama Buddha, e del Buddha futuro, Maitreya, riconoscibile dalla posizione seduta a gambe incrociate. Alcune delle statue del Buddha storico mostrano influenze Gandharan dall'Asia centrale, come si può notare dal volume e drappeggio delle vesti così come dalla forma e dalle proporzioni delle teste e dei corpi delle statue.
Quasi tutte le statue di Maijishan sono fatte in argilla, a cui era aggiunto un legante per aiutare a preservarle.
Le sculture di pietra presenti in alcune grotte sono generalmente in arenaria, e molte sono di fattura squisita. L'origine dell'arenaria è sconosciuta, così come sono sconosciuti i luoghi in cui furono fabbricate le statue e i metodi con cui furono trasportate nelle grotte.

## Comparazione
Mentre ci sono molti esempi della statuaria Wei, ci sono molti meno esempi dalla dinastia Zhou del Nord, che rimpiazzò la Wei con forme più solide e massicce. Le influenze menzionate in precedenza vennero dall'India e cominciarono ad apparire in quel periodo e nel successivo Sui, quando le figure in pose rigide furono sostituite da posizioni tribhanga più fluide.
Uno dei tipi più comuni di grotta, quello con un pozzo centrale, che si può trovare sia a Dunhuang che a Yungang, non si trova a Maijishan.
Non abbiamo quasi nessun documento su Maijishan durante il Tang, un periodo durante il quale fu probabilmente sotto il controllo tibetano, come conseguenza della ribellione di An Lushan.
Oggi possiamo trovare dell'influenza Tang nella modellazione potente di alcune divinità guardiane, come, per esempio, la grande dvarapala sulla terrazza aperta che conduce alle stanze dei sette Buddha.

## Manutenzione

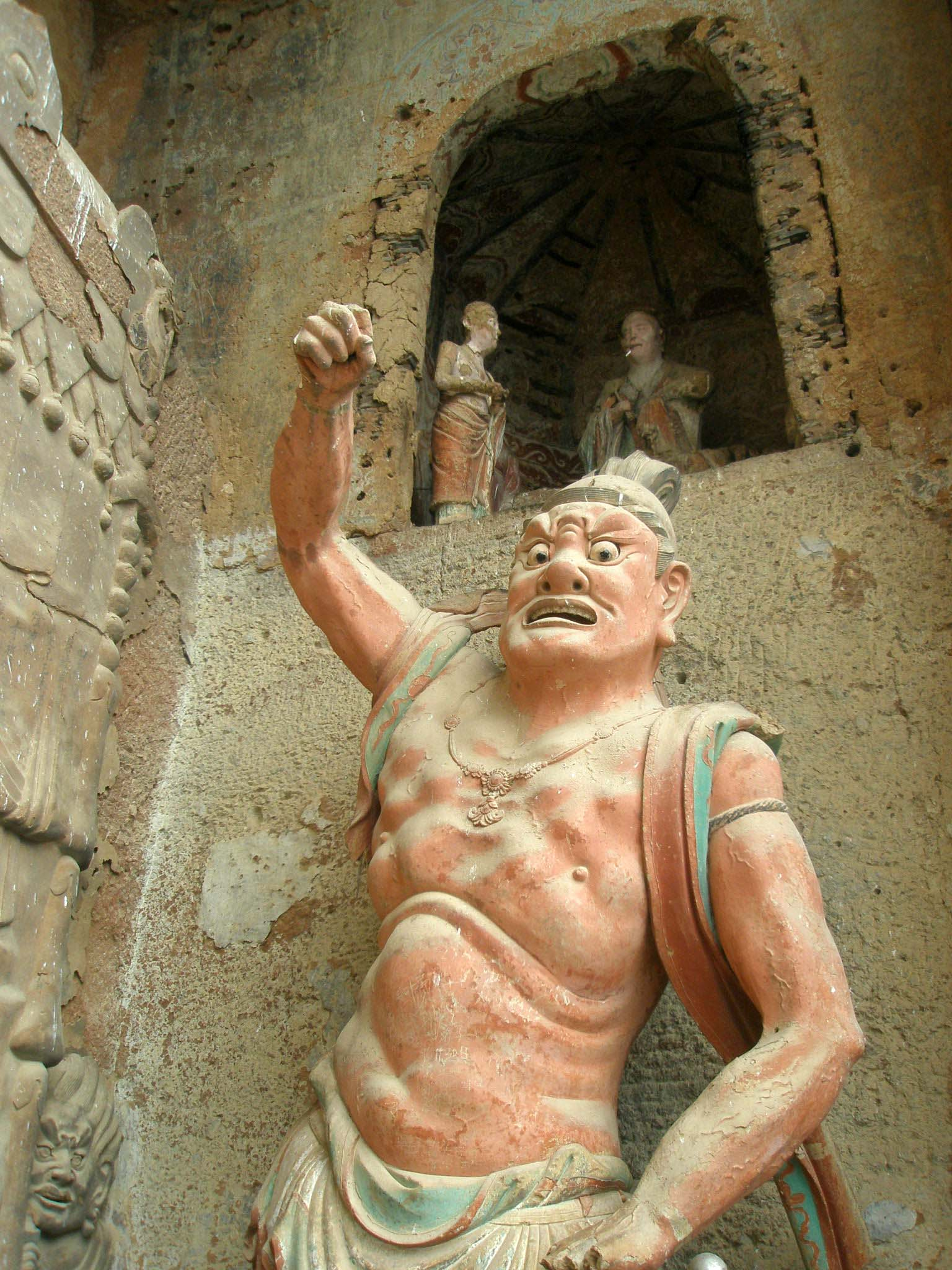
Sculture dipinte ben preservate possono essere trovate in molte delle grotte

L'era durante la Dianstia Tang fu caratterizzata da molti terremoti, compreso uno nel 734 proprio in quella regione. Il poeta Tang Du Fu visitò il sito 25 anni dopo e scrisse un poema intitolato "Templi di montagna" che probabilmente è una descrizione di Maijishan:
E nella natura selvaggia le vie sono alte.
Il cervo muschiato dorme fra le pietre e il bambù,
I cacatua beccano le pesche dorate.
Ruscelli scorrono sui sentieri;
Sul dirupo le celle sono disposte,
Le loro camere connesse raggiungono la cima;
E per cento li uno può vedere i particolari.»
La dinastia Sung portò importanti iniziative di restauro a Maijishan, per questo molto di quello che vedono i visitatori odierni sono grotte antiche contenenti sculture del periodo Sung. Il più evidente cambiamento di questo periodo è lo spostamento dell'enfasi da Buddha ai bodhisattvas, visibile soprattutto nella città 191 sulla faccia ovest del dirupo.
Il periodo Ming fu un periodo di rinnovi e restauri, l'ultimo che portò dei cambiamenti significanti prima dei secoli moderni. Fu durante questo periodo che le due enormi triadi di statue sulle facciate est e ovest furono riparate.
In sostanza, la costruzione e il restauro di questo luogo si estese per oltre dodici dinastie.
Nonostante la regione sia stata vittima di molti terremoti e altri disastri, naturali e causati dall'uomo, 194 grotte rimangono intatte, contenenti sculture e affreschi.